# كينيث ياسودا
كينيث ياسودا (بالإنجليزية: Kenneth Yasuda)‏ هو مترجم وشاعر أمريكي، ولد في 23 يونيو 1914، وتوفي في 26 يناير 2002.